# لويس هايد
لويس هايد (بالإنجليزية: Lewis Hyde)‏ هو كاتب وشاعر أمريكي، ولد في 1945 في بوسطن في الولايات المتحدة.